# Come on a Cone
Come on a Cone е песен на американско-тринидадската рапърка и певица Ники Минаж. Песента е от втория ѝ студиен албум – „Pink Friday: Roman Reloaded“. Включена е и в преизданието на албума.

## Композиция
Песента е написана от Ники Минаж и Сафари Самюълс. Продуцирана е от Hit-Boy. В нея Минаж пее колко много е известна. Тя споменава и други известни личности.

## Музикален клип
Въпреки че песента не е сингъл, Минаж е направила музикален клип към песента. Клипът е пуснат на 22 октомври 2012 г. в YouTube профила на режисьора на видеото – Гриз Лий. То е подобно на видеото, което Минаж прави към „Did It on 'Em“. В него има сцени от наградите BET и има камео участия от Гучи Мейн, Уока Флока Флейм, Ким Кардашян, Кание Уест, Бионсе, Джей Зи, Tyga и гаджето му Блек Чайн.